# Уг'єн Дорджі
Раджа Уг'єн Дорджі (1855–1916) член родини Дорджі, впливовий політик Бутану на початку XX століття. Був найближчим радником Уг'єна Вангчука, спадкового Пенлопа, пізніше Першого Друк Г'ялпо. Відіграв важливу роль у перемовинах Пенлопа з Британською імперією під час тибетського походу останньої 1904 року та зміцненні дружніх відносин з Британією після бутанської війни (1864–1865). Діючи від імені королівського дому Бутану в Калімпонґу, Індія, використовуючи свої зв'язки, Уг'єн Дорджі відкривав Бутан для зовнішнього світу, встановлював міжнародні відносини, шукав нові ринки для своєї країни.

## Родина
Син Уг'єна Дорджі Сонам Тобгай Дорджі народився 1896 року. Його нащадки продовжують робити свій внесок до посилення політичної влади, поріднившись із королівським домом Вангчук.

## Нагороди
11 грудня 1911 року отримав титул Раджі.

## Смерть
Уг'єн Дорджі помер 22 червня 1916 року.